# Abbuto
Abbuto é um deus invocado pelos japoneses para a cura de suas enfermidades e para terem uma boa viagem. Yakushi Kabuto é inspirado nesse deus, tendo até mesmas habilidades.